# Sälleryd
Sälleryd är en bebyggelse i Ramdala socken i Karlskrona kommun i Blekinge län, som mellan 1990 och 2023 av SCB klassades som en småort. 2023  understeg invånarantalet 50 och den avregistrerades då som småort.